# Comentarios sobre la sociedad del espectáculo

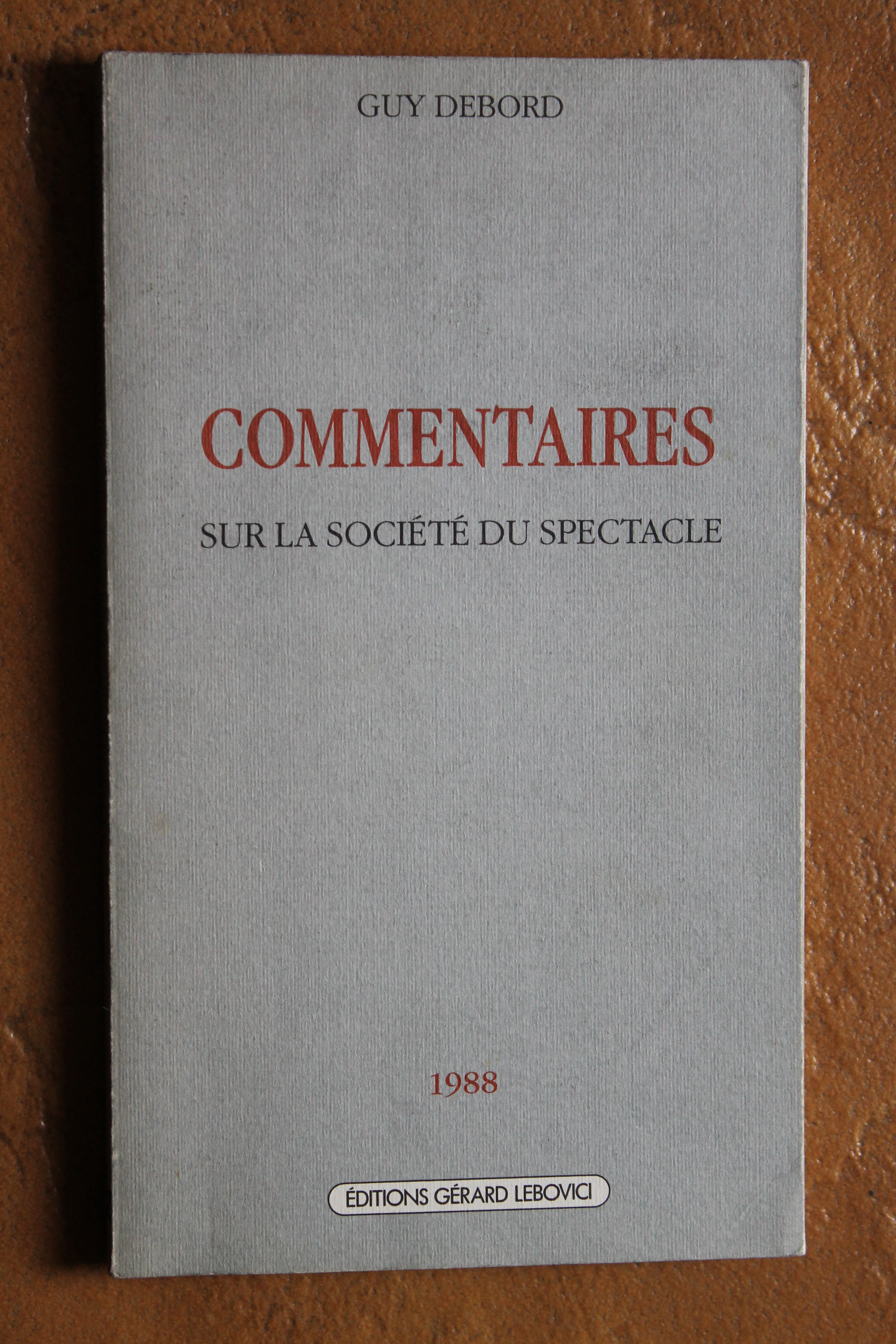
Primera edición francesa de Commentaires sur la société du spectacle

Comentarios sobre la sociedad del espectáculo es un ensayo político del teórico Guy Debord publicado en francés en 1988 por Éditions Gérard Lebovici. El libro es reeditado a partir de 1992 por Éditions Gallimard enriquecido con el «Prólogo a la cuarta edición italiana de La sociedad del espectáculo».
La versión en español de Comentarios sobre la sociedad del espectáculo ha sido publicada en 1990 por la editorial Anagrama.

## Descripción
En la Sociedad del espectáculo, Debord distinguía en 1967 dos formas de espectáculo, por un lado el «difuso» cuyo modelo es la sociedad norteamericana en la cual domina el modelo del ciudadano-consumidor, y por otro lado el «concentrado» que es representado por los regímenes dictatoriales basados en el culto al jefe. En los Comentarios de la Sociedad del espectáculo, Debord añade en 1988 una tercera forma de espectáculo que denomina «integrado», convergencia de los dos primeros. Por lo tanto, el «espectáculo integrado», aparecido recientemente, es transversal a todas las formas de gobierno político, pero adquiere una fuerza particularmente terrible en las democracias espectaculares. Se caracteriza por cinco rasgos: «la renovación tecnológica incesante; la fusión estatal-económica; el secreto generalizado; la falsificación sin réplica; un presente perpetuo».
Al definir el secreto generalizado, Debord precisa que «está detrás del espectáculo como el complemento decisivo de lo que muestra y, si se va al fondo de las cosas, como su operación más importante.»
En efecto, la lógica de la Sociedad del espectáculo no es mostrar lo que hay que conocer, sino saturar el espacio público para ocultar lo que no muestra. «Nuestra sociedad está construida sobre el secreto, desde las "sociedades pantalla" que protegen de toda luz los bienes concentrados de los poseedores hasta el "secreto de defensa", que cubre hoy un inmenso ámbito de plena libertad extrajudicial del Estado».

## Opiniones diversas
- El filósofo Giorgio Agamben en 1990 : « Sin duda, el aspecto más inquietante de los libros de Debord consiste en el empeño puesto por la historia en confirmar sus análisis. No solamente, veinte años después de La Sociedad del espectáculo, los Comentarios sobre la sociedad del espectáculo (1988) han registrado en todos los campos la exactitud de los diagnósticos y previsiones, sino que entretanto, el curso de los acontecimientos se ha acelerado con tal uniformidad en la misma dirección, que a penas dos años después de la publicación del libro, es como si la política mundial no fuése otra cosa hoy que una puesta en escena paródica del guion escrito por Debord. La unificación sustancial del espectáculo concentrado (las democracias populares del Este) y del espectáculo difuso (las democracias occidentales) dentro del espectáculo integrado, que constituye una de las tesis centrales de los Comentarios, y que muchos encontraban hasta hace poco paradójica, se revela ahora como una evidencia trivial. Los muros inquebrantables y los hierros que dividían los dos mundos fueron destrozados en unos cuantos días. Con el fin que el espectáculo integrado pudiese realizarse plenamente también en sus países, los gobiernos del Este han abandonado el partido leninista, igual que los del Oeste habían renunciado desde hace tiempo al equilibrio de poderes y a la libertad real de pensamiento y de comunicación en nombre de la máquina electoral mayoritaria y del control mediático de la opinión (que ambos se habían desarrollado en los Estados totalitarios modernos). »[1]